# Zingiber leptostachyum
Zingiber leptostachyum là một loài thực vật có hoa trong họ Gừng. Loài này được Theodoric Valeton miêu tả khoa học đầu tiên năm 1908.

## Mẫu định danh
- Zingiber leptostachyum: Nieuwenhuis A.W. s. n.; cây trồng số XI B, VI 143 trong Vườn Thực vật Bogor. Mẫu holotype lưu giữ tại Trung tâm Nghiên cứu Sinh học Indonesia ở Cibinong (BO).[2][5]
- Zingiber flavidum: Hewitt J. s. n.; thu thập tháng 10 năm 1907 ở tọa độ khoảng 1°24′31″B 110°21′53″Đ / 1,40861°B 110,36472°Đ, Quop (Kampung Kuap), bang Sarawak, Malaysia. Mẫu holotype lưu giữ tại Vườn Thực vật Hoàng gia tại Kew (K).[3][5]

## Phân bố
Loài bản địa đảo Borneo, có tại bang Sarawak, Malaysia và ở Kalimantan, Indonesia. Môi trường sống là rừng vùng đất thấp, ở cao độ 15–150 m.

## Mô tả
Thân lá cao 1,5–2 m. Lá cách nhau ~5 cm, có cuống rất ngắn, hình elip, dài, đỉnh nhọn tới nhọn thon, đáy lệch tù, 20 × 7,5 cm, nhẵn nhụi, không mùi. Cuống lá dài 2–3 mm, mập, nhạt màu. Lưỡi bẹ rất ngắn, cắt cụt, hầu như không tù, góc thuôn tròn, trải phẳng rộng 8 mm, cao 0,75 mm, màu xanh lục, có đốm đen, không gân. Cuống cụm hoa dài 40 cm, dày 1 cm, màu đỏ, nhẹ; vảy nhẵn nhụi ~6, đỉnh thuôn tròn có mấu nhọn màu xanh lục mềm dài 1–6 mm, kết thúc gần như lá. Cành hoa bông thóc màu nâu ánh đỏ, dài 15 cm, trung bình rộng 1,8 cm. Lá bắc dưới thấp nhất bằng phần còn lại. Lá bắc giữa thuôn dài-hình elip, dài 4-4,5 cm, rộng 1,4–2 cm, đỉnh màu đỏ, đáy [được che phủ] màu trắng [phần không che phủ hình phỏng thoi ở cành hoa trung bình dài 2 cm, rộng 1,5 cm], mép rất thưa lông rung, đỉnh hầu như không tù, có mấu nhọn mập, hai mặt của mấu nhọn có lông tơ, những phần khác nhẵn nhụi. Lá bắc con như thủy tinh, đỉnh màu ánh đỏ, dài 1,8 cm. Hoa dài ~7 cm, đồng màu vàng nhạt. Đài hoa như thủy tinh, cộng bầu nhụy dài 2,4 cm, nhẵn nhụi. Ống tràng dài 4 cm. Cánh hoa lưng có gờ, nhọn, dài 2,5 cm; các cánh trước dài 2 cm, hợp sinh ~5 mm tại đáy, nhọn thon, nhô lên phía trước cánh môi. Cánh môi hình trứng rộng, 3 thùy, dài 2,4 cm và rộng ở đáy 2 cm [khi trải phẳng]; thùy giữa thuôn tròn; các thùy bên nửa thuôn tròn, dài 1,2 cm, rộng 0,2 cm, tách rời khỏi thùy giữa, đỉnh hơi tù, thẳng đứng, chụm lại sau khi nở hoa. Phần phụ bao phấn dài 1,2 cm.